# حشره (فیلم ۱۹۷۵)
«حشره» (انگلیسی: Bug) فیلمی در ژانر ترسناک و علمی–تخیلی به کارگردانی جین‌نات وارک است که در سال ۱۹۷۵ منتشر شد. از بازیگران آن می‌توان به جوانا مایلز، پتی مک‌کورمک، ویلیام کستل، و ریچارد گیلیلند اشاره کرد.